# Prix FIPRESCI de la Mostra de Venise
Le prix FIPRESCI est une récompense cinématographique remise depuis 1948 lors du Festival de Venise par un jury constitué de critiques de cinéma internationaux par l'intermédiaire de la Fédération internationale de la presse cinématographique (FIPRESCI) pour soutenir le cinéma de genre, risqué, original et personnel.

## Palmarès
La liste des lauréats provient du site officiel de la FIPRESCI, leurs sélections de la base de données de la Biennale.
| Édition | Film | Réalisateur                           | Pays                            | Section                                |
| ------- | --- | ------------------------------------- | ------------------------------- | -------------------------------------- |
| 1948    | Sous le soleil de Rome (Sotto il sole di Roma)                                                             | Renato Castellani                     | Italie                          | Compétition                            |
| 1949    | Non remis                                                                                                  | Non remis                             | Non remis                       | Non remis                              |
| 1950    | Orphée | Jean Cocteau                          | France                          | Compétition                            |
| 1951    | Non remis                                                                                                  | Non remis                             | Non remis                       | Non remis                              |
| 1952    | Les Belles de nuit                                                                                         | René Clair                            | France                          | Compétition                            |
| 1953    | Non remis                                                                                                  | Non remis                             | Non remis                       | Non remis                              |
| 1954    | Non remis                                                                                                  | Non remis                             | Non remis                       | Non remis                              |
| 1955    | Non remis                                                                                                  | Non remis                             | Non remis                       | Non remis                              |
| 1956    | Gervaise                                                                                                   | René Clément                          | France                          | Compétition                            |
| 1956    | Grand-rue (Calle Mayor)                                                                                    | Juan Antonio Bardem                   | Espagne                         | Compétition                            |
| 1957    | L'Invaincu (Aparajito)                                                                                     | Satyajit Ray                          | Inde                            | Compétition                            |
| 1958    | Piège à loup (Vlčí jáma)                                                                                   | Jiří Weiss                            | Tchécoslovaquie                 | Compétition                            |
| 1959    | Cendres et Diamant (Popiól i diament)                                                                      | Andrzej Wajda                         | Pologne                         | Compétition                            |
| 1960    | La Petite Voiture (El cochecito)                                                                           | Marco Ferreri                         | Espagne                         | Compétition                            |
| 1960    | Rocco et ses frères (Rocco e i suoi fratelli)                                                              | Luchino Visconti                      | Italie                          | Compétition                            |
| 1961    | Il brigante                                                                                                | Renato Castellani                     | Italie                          | Compétition                            |
| 1962    | Le Couteau dans l'eau (Nóz w wodzie)                                                                       | Roman Polanski                        | Pologne                         | Compétition                            |
| 1963    | Le Bourreau (El verdugo)                                                                                   | Luis García Berlanga                  | Espagne                         | Compétition                            |
| 1964    | Le Désert rouge (Il deserto rosso)                                                                         | Michelangelo Antonioni                | Italie                          | Compétition                            |
| 1965    | Simon du désert (Simón del desierto)                                                                       | Luis Buñuel                           | Mexique                         | Compétition                            |
| 1966    | La Bataille d'Alger (La Battaglia di Algeri / معركة الجزائر)                                               | Gillo Pontecorvo                      | Italie Algérie                  | Compétition                            |
| 1967    | La Chine est proche (La Cina è vicina)                                                                     | Marco Bellocchio                      | Italie                          | Compétition                            |
| 1967    | Rébellion (上意討ち 拝領妻始末, Jôi-uchi: Hairyô tsuma shimatsu)                                           | Masaki Kobayashi                      | Japon                           | [réf. nécessaire]                      |
| 1968    | Non remis                                                                                                  | Non remis                             | Non remis                       | Non remis                              |
| 1969    | Non remis                                                                                                  | Non remis                             | Non remis                       | Non remis                              |
| 1970    | Non remis                                                                                                  | Non remis                             | Non remis                       | Non remis                              |
| 1971    | Non remis                                                                                                  | Non remis                             | Non remis                       | Non remis                              |
| 1972    | La Mer cruelle (Bas ya Bahar)                                                                              | Khalid Al Siddiq                      | Koweït                          | Venezia Giovani                        |
| 1972    | Seemabaddha (সীমাবদ্ধ)                                                                                        | Satyajit Ray                          | Inde                            | Informativa Critici                    |
| 1973    | Non remis                                                                                                  | Non remis                             | Non remis                       | Non remis                              |
| 1974    | Non remis                                                                                                  | Non remis                             | Non remis                       | Non remis                              |
| 1975    | Non remis                                                                                                  | Non remis                             | Non remis                       | Non remis                              |
| 1976    | Non remis                                                                                                  | Non remis                             | Non remis                       | Non remis                              |
| 1977    | Non remis                                                                                                  | Non remis                             | Non remis                       | Non remis                              |
| 1978    | Non remis                                                                                                  | Non remis                             | Non remis                       | Non remis                              |
| 1979    | La Nouba des femmes du mont Chenoua                                                                        | Assia Djebar                          | Algérie                         | Officina Veneziana                     |
| 1979    | Passe montagne                                                                                             | Jean-François Stévenin                | France                          | Compétition                            |
| 1979    | Bougo, les funérailles du vieil Anaï                                                                       | Jean Rouch                            | France                          | [réf. nécessaire]                      |
| 1980    | Alexandre le Grand (Ο Μεγαλέξανδρος, O Megalexandros)                                                      | Theo Angelopoulos                     | Grèce                           | Compétition                            |
| 1981    | Les Années de plomb (Die bleierne Zeit)                                                                    | Margarethe von Trotta                 | Allemagne de l'Ouest            | Compétition                            |
| 1981    | Eles não usam Black-Tie                                                                                    | Leon Hirszman                         | Brésil                          | Compétition                            |
| 1981    | Te souviens-tu de Dolly Bell ? (Sjećaš li se Doli Bel)                                                     | Emir Kusturica                        | Yougoslavie                     | Compétition                            |
| 1982    | L'État des choses (Der Stand der Dinge)                                                                    | Wim Wenders                           | Allemagne de l'Ouest            | Compétition                            |
| 1982    | Raspoutine, l'agonie (Агония, Agoniya)                                                                     | Elem Klimov                           | Union soviétique                | Hors-compétition                       |
| 1983    | Fanny et Alexandre (Fanny och Alexander)                                                                   | Ingmar Bergman                        | Suède                           | Hors-compétition                       |
| 1983    | La Force des sentiments (Die Macht der Gefühle)                                                            | Alexander Kluge                       | Allemagne de l'Ouest            | Compétition                            |
| 1984    | Heimat | Edgar Reitz                           | Allemagne                       | Hors-compétition                       |
| 1984    | Au-delà des murs (מאחורי הסורגים, MeAhorei HaSoragim)                                                      | Uri Barbash                           | Israël                          | Settimana Internazionale della Critica |
| 1985    | Sans toit ni loi                                                                                           | Agnès Varda                           | France                          | Compétition                            |
| 1985    | Yesterday                                                                                                  | Radoslaw Piwowarski                   | Pologne                         | Settimana Internazionale della Critica |
| 1986    | Acta General de Chile                                                                                      | Miguel Littín                         | Chili Espagne                   | Spazio Libero degli Autori             |
| 1986    | Le Rayon vert                                                                                              | Éric Rohmer                           | France                          | Compétition                            |
| 1986    | Désordre                                                                                                   | Olivier Assayas                       | France                          | Settimana Internazionale della Critica |
| 1987    | L'Hôtel de la mère patrie (Anayurt Oteli)                                                                  | Ömer Kavur                            | Turquie                         | Compétition                            |
| 1987    | Longue vie à la signora (Lunga vita alla signora!)                                                         | Ermanno Olmi                          | Italie                          | Compétition                            |
| 1987    | Vzlomshchik                                                                                                | Valeri Ogorodnikov                    | Union soviétique                | Settimana Internazionale della Critica |
| 1988    | Este Tempo (Tempos Difíceis)                                                                               | João Botelho                          | Portugal                        | Compétition                            |
| 1988    | Paysage dans le brouillard (Τοπίο στην Ομίχλη, Topio stin omichli)                                         | Theo Angelopoulos                     | Grèce                           | Compétition                            |
| 1988    | High Hopes                                                                                                 | Mike Leigh                            | Royaume-Uni                     | Settimana Internazionale della Critica |
| 1988    | La Petite Véra (Ма́ленькая Ве́ра, Malenkaya Vera)                                                            | Vassili Pitchoul                      | Union soviétique                | Settimana Internazionale della Critica |
| 1989    | Le Décalogue (Dekalog)                                                                                     | Krzysztof Kieślowski                  | Pologne                         | Séance spéciale                        |
| 1989    | Un monde sans pitié                                                                                        | Éric Rochant                          | France                          | Settimana Internazionale della Critica |
| 1990    | Mathilukal (മതിലുകള്‍)                                                                                          | Adoor Gopalakrishnan                  | Inde                            | Compétition                            |
| 1990    | Le Chef de gare (La stazione)                                                                              | Sergio Rubini                         | Italie                          | Settimana Internazionale della Critica |
| 1990    | La Discrète                                                                                                | Christian Vincent                     | France                          | Settimana Internazionale della Critica |
| 1991    | Épouses et Concubines (大紅燈籠高高掛, Dà Hóng Dēnglóng Gāogāo Guà)                                        | Zhang Yimou                           | Chine                           | Compétition                            |
| 1991    | Muno no hito                                                                                               | Naoto Takenaka                        | Japon                           | Settimana Internazionale della Critica |
| 1991    | Drive | Jefery Levy                           | États-Unis                      | Settimana Internazionale della Critica |
| 1992    | Leon the Pig Farmer                                                                                        | Vadim Jean et Gary Sinyor             | Royaume-Uni                     | Settimana Internazionale della Critica |
| 1992    | Un cœur en hiver                                                                                           | Claude Sautet                         | France                          | Compétition                            |
| 1992    | Heimat 2 : Chronique d'une jeunesse (Die zweite Heimat - Chronik einer Jugend)                             | Edgar Reitz                           | Allemagne                       | Séance spéciale                        |
| 1993    | Short Cuts                                                                                                 | Robert Altman                         | États-Unis                      | Compétition                            |
| 1993    | Bad Boy Bubby                                                                                              | Rolf de Heer                          | Australie Italie                | Compétition                            |
| 1993    | Le Fils du requin                                                                                          | Agnès Merlet                          | Belgique France                 | [réf. nécessaire]                      |
| 1994    | Before the Rain (Пред дождот, Pred doždot)                                                                 | Milcho Manchevski                     | Macédoine                       | Compétition                            |
| 1994    | Vive l'amour (愛情萬歲, Aiqing wansui)                                                                     | Tsai Ming-liang                       | Taïwan                          | Compétition                            |
| 1994    | That Eye, the Sky                                                                                          | John Ruane                            | Australie                       | [réf. nécessaire]                      |
| 1995    | Par-delà les nuages (Al di là delle nuvole)                                                                | Michelangelo Antonioni et Wim Wenders | France Allemagne Italie         | Hors-compétition                       |
| 1995    | Cyclo (Xích Lô)                                                                                            | Trần Anh Hùng                         | Viêt Nam France                 | Compétition                            |
| 1996    | Ponette | Jacques Doillon                       | France                          | Compétition                            |
| 1996    | L'Âge des possibles                                                                                        | Pascale Ferran                        | France                          | Finestra sulle Immagini                |
| 1996    | La Robe, et l'effet qu'elle produit sur les femmes qui la portent et les hommes qui la regardent (De jurk) | Alex van Warmerdam                    | Pays-Bas                        | Corsia di sorpasso                     |
| 1997    | Histoires amoureuses (Historie miłosne)                                                                    | Jerzy Stuhr                           | Pologne                         | Compétition                            |
| 1997    | 24 heures sur 24 (Twenty Four Seven)                                                                       | Shane Meadows                         | Royaume-Uni                     | British Renaissance                    |
| 1997    | Gummo | Harmony Korine                        | États-Unis                      | Settimana Internazionale della Critica |
| 1997    | In Memoriam Gyöngyössy Imre                                                                                | Barna Kabay et Katalin Petényi        | Hongrie                         | Officina Veneziana                     |
| 1998    | Baril de poudre (Bure baruta)                                                                              | Goran Paskaljević                     | Yougoslavie                     | Prospettive                            |
| 1998    | Train de vie                                                                                               | Radu Mihaileanu                       | France Roumanie                 | Prospettive                            |
| 1999    | Le vent nous emportera (باد ما را خواهد برد, Bād mā rā Khāhad bord)                                        | Abbas Kiarostami                      | Iran                            | Compétition                            |
| 1999    | Dans la peau de John Malkovich (Being John Malkovich)                                                      | Spike Jonze                           | États-Unis                      | Sogni e visioni                        |
| 2000    | Le Cercle (دایره, Dāyereh)                                                                                 | Jafar Panahi                          | Iran                            | Compétition                            |
| 2000    | Thomas est amoureux                                                                                        | Pierre-Paul Renders                   | Belgique                        | Cinema del Presente                    |
| 2001    | Sauvage Innocence                                                                                          | Philippe Garrel                       | France                          | Compétition                            |
| 2001    | Le Souffle                                                                                                 | Damien Odoul                          | France                          | Cinema del Presente                    |
| 2002    | Oasis (오아시스)                                                                                           | Lee Chang-dong                        | Corée du Sud                    | Compétition                            |
| 2002    | Oncle Roger (Roger Dodger)                                                                                 | Dylan Kidd                            | États-Unis                      | Settimana Internazionale della Critica |
| 2002    | 11'09"01 - September 11, segment United Kingdom                                                            | Ken Loach                             | Royaume-Uni                     | Séance spéciale                        |
| 2003    | Goodbye, Dragon Inn (不散, Bu san)                                                                         | Tsai Ming-liang                       | Taïwan                          | Compétition                            |
| 2003    | Matrubhoomi, un monde sans femmes (मातृभूमि)                                                                   | Manish Jha                            | France Inde                     | Settimana Internazionale della Critica |
| 2004    | Locataires (빈집, Bin-jip)                                                                                 | Kim Ki-duk                            | Corée du Sud                    | Compétition                            |
| 2004    | Vento di terra                                                                                             | Vincenzo Marra                        | Italie                          | Orizzonti                              |
| 2005    | Good Night and Good Luck                                                                                   | George Clooney                        | États-Unis                      | Compétition                            |
| 2005    | The Wild Blue Yonder                                                                                       | Werner Herzog                         | Allemagne                       | Orizzonti                              |
| 2006    | The Queen                                                                                                  | Stephen Frears                        | Royaume-Uni                     | Compétition                            |
| 2006    | Katrina (When The Levees Broke: A Requiem In Four Acts)                                                    | Spike Lee                             | États-Unis                      | Orizzonti                              |
| 2007    | La Graine et le Mulet                                                                                      | Abdellatif Kechiche                   | France                          | Compétition                            |
| 2007    | Man from Plains                                                                                            | Jonathan Demme                        | États-Unis                      | Orizzonti                              |
| 2008    | Inland (Gabbla)                                                                                            | Tariq Teguia                          | Algérie                         | Compétition                            |
| 2008    | Goodbye Solo                                                                                               | Ramin Bahrani                         | États-Unis                      | Orizzonti                              |
| 2009    | Lourdes | Jessica Hausner                       | Autriche France                 | Compétition                            |
| 2009    | Vertiges (Chơi vơi)                                                                                        | Bùi Thạc Chuyên                       | Viêt Nam France                 | Orizzonti                              |
| 2010    | Le Dernier Voyage de Tanya (Овсянки, Owsjanki)                                                             | Alekseï Fedortchenko                  | Russie                          | Compétition                            |
| 2010    | El Sicario, Room 164                                                                                       | Gianfranco Rosi                       | France États-Unis               | Orizzonti                              |
| 2011    | Shame | Steve McQueen                         | Royaume-Uni                     | Compétition                            |
| 2011    | Two Years at Sea                                                                                           | Ben Rivers                            | Royaume-Uni                     | Orizzonti                              |
| 2012    | The Master                                                                                                 | Paul Thomas Anderson                  | États-Unis                      | Compétition                            |
| 2012    | L'intervallo                                                                                               | Leonardo Di Costanzo                  | Italie Suisse                   | Orizzonti                              |
| 2013    | Tom à la ferme                                                                                             | Xavier Dolan                          | Canada France                   | Compétition                            |
| 2013    | Återträffen                                                                                                | Anna Odell                            | Suède                           | Settimana Internazionale della Critica |
| 2014    | The Look of Silence                                                                                        | Joshua Oppenheimer                    | Danemark                        | Compétition                            |
| 2014    | Nicije dete                                                                                                | Vuk Rsumovic                          | Serbie Croatie                  | Settimana Internazionale della Critica |
| 2015    | Sangue del mio sangue                                                                                      | Marco Bellocchio                      | Italie                          | Compétition                            |
| 2015    | Chaharshanbeh, 19 Ordibehesht                                                                              | Vahid Jalilvand                       | Iran                            | Orizzonti                              |
| 2016    | Une vie | Stéphane Brizé                        | France                          | Compétition                            |
| 2016    | Kékszakállú                                                                                                | Gastón Solnicki                       | Argentine                       | Orizzonti                              |
| 2017    | Ex Libris: The New York Public Library                                                                     | Frederick Wiseman                     | États-Unis                      | Compétition                            |
| 2017    | Les Versets de l'oubli (Los versos del olvido)                                                             | Alireza Khatami                       | France Allemagne Pays-Bas Chili | Orizzonti                              |
| 2018    | Sunset (Napszállta )                                                                                       | László Nemes                          | Hongrie                         | Compétition                            |
| 2018    | Still Recording                                                                                            | Saeed Al Batal et Ghiath Ayoub        | Liban                           | Settimana Internazionale della Critic  |
| 2019    | J'accuse                                                                                                   | Roman Polanski                        | France                          | Compétition                            |
| 2019    | Blanc sur blanc (Blanco en blanco)                                                                         | Théo Court                            | Espagne Chili                   | Orizzonti                              |
| 2020    | The Disciple                                                                                               | Chaitanya Tamhane                     | Inde                            | Compétition                            |
| 2020    | Dashte khamoush                                                                                            | Ahmad Bahrami                         | Iran                            | Orizzonti                              |
| 2021    | L'Événement                                                                                                | Audrey Diwan                          | France                          | Compétition                            |
| 2021    | Zalava | Arsalan Amiri                         | Iran                            | Orizzonti                              |
| 2022    | Argentina, 1985                                                                                            | Santiago Mitre                        | Argentine                       | Compétition                            |
| 2022    | Autobiogaphy                                                                                               | Makbul Mubarak                        | Indonésie                       | Orizzonti                              |
| 2023    | Aku wa sonzai shinai (Evil Does Not Exist)                                                                 | Ryūsuke Hamaguchi                     | Japon                           | Compétition                            |
| 2023    | Una sterminata domenica                                                                                    | Alain Parroni                         | Italie                          | Orizzonti                              |
| 2024    | The Brutalist                                                                                              | Brady Corbet                          | États-Unis                      | Compétition                            |
| 2024    | The New Year that Never Came (Anul Nou care n-a fost)                                                      | Bogdan Mureșanu                       | Roumanie                        | Orizzonti                              |